# Судороги (фильм)
«Судороги» (англ. Shivers; другие названия — They Came From Within; фр. Frissons) — канадский фильм ужасов, снятый режиссёром Дэвидом Кроненбергом в 1975 году. Лента получила приз Каталонского кинофестиваля за лучшую режиссуру.

## Сюжет
В жилом комплексе Старлайнер-Айленд в пригороде Монреаля эксцентричный учёный Эмиль Хоббс вывел генетически модифицированного паразита, который повышает у людей сексуальное желание и агрессию. В качестве подопытного кролика он использует свою юную любовницу Аннабель. Понимая, что эксперимент зашёл слишком далеко, Хоббс убивает девушку, уничтожает паразита и кончает с собой. Однако, поскольку Аннабель вела весьма свободный образ жизни, паразит начинает бесконтрольно распространяться среди жильцов комплекса, а заразившиеся им люди начинают превращаться в сексуальных маньяков и убийц. Доктор Сен-Люк из местного медицинского центра пытается разобраться в происходящем и предотвратить распространение напасти.

## В ролях
- Пол Хэмптон — Роже Сен-Люк
- Джо Сильвер — Ролло Лински
- Линн Лоури — Форсайт, медсестра
- Барбара Стил — Беттс
- Аллан Колман — Николас Тюдор
- Сюзан Петри — Жанин Тюдор
- Рональд Млодзик — Меррик
- Фред Дёдерляйн — Эмиль Хоббс
- Кэти Грэм — Аннабель